# Тутуме
Тутуме — велике село Бакаланга, розташоване в центральному окрузі Ботсвани, близько 50 км від кордону Зімбабве в Майтенгве. Найближче місто Франсистаун, близько 100 км. Село є окружним центром і має населення 23 000 осіб. Складається з районів: Сітабуле (Мадікве), Тджілагвані (Селолване), Тіні та Мадандуме (Магапатона). У кожному районі є староста та його радники в кготлі. Головна кготла розташована в районі Мадікве біля центральної початкової школи Тутуме. Село назвали на честь річки «ТУТУМЕ», по-каланзьки «гвізі го Тутума», тобто розлита річка.
В селі є сім початкових шкіл; Magapatona, Timbi, Thini, Selolwane, Maphorisa і Tutume Central, дві молодші середні школи: Denjebuya та Pandagala, і одна старша середня школа: Tutume McConnell Community College. Знаходиться приблизно за 60 км від Домбошаби.

## Видатні особи
- Кеммі Пілато (нар. 1989), ботсванський футболіст

1. 1 2  https://www.botswana-info.com/country/town/918/tutume
2. ↑  https://www.mindat.org/loc-301186.html